# Восток-ВКГУ
«Восток-ВКГУ» — женский казахстанский футбольный клуб из города Усть-Каменогорск. С 2007 года по 2009 года участвовал в чемпионата Казахстана. В первом сезоне начала участвовать лишь со второго круга Чемпионата, единственные три очка заработала за счёт технической победы над столичной «Акку-Технополис». В сезоне 2008, «Восток-ВКГУ» проиграла все свои матчи в чемпионате. В 2009 году одержала все победы над петропавловской командой «Кызылжар», одна победа была техническая 3:0.

## Статистика в чемпионате
| Год  | Место  | И  | В | Н | П  | Мячи     |
| ---- | ------ | -- | - | - | -- | -------- |
| 2007 | 6 из 6 | 15 | 1 | 0 | 14 | 8 − 98   |
| 2008 | 4 из 4 | 12 | 0 | 0 | 12 | 4 − 92   |
| 2009 | 6 из 7 | 24 | 4 | 0 | 20 | 19 − 116 |